# Brabant-le-Roi
Brabant-le-Roi är en kommun i departementet Meuse i regionen Grand Est (tidigare regionen Lorraine) i nordöstra Frankrike. Kommunen ligger i kantonen Revigny-sur-Ornain som tillhör arrondissementet Bar-le-Duc. År 2022 hade Brabant-le-Roi 222 invånare.

## Befolkningsutveckling
Antalet invånare i kommunen Brabant-le-Roi
| Referens: INSEE |